# نوط العيد الذهبي لثورتي 26 سبتمبر و 14 أكتوبر
نوط العيد الذهبي لثورتي 26 سبتمبر و 14 أكتوبر هو نوط يمنح هذا مرة واحدة لمنتسبي القوات المسلحة اليمنية والأمن المسجلين في الخدمة في يوم 26 سبتمبر 2012م و14 أكتوبر 2013م كما يمكن منحه لغير المنتسبين للقوات المسلحة والامن ولغير اليمنيين ممن ساهم في الدفاع عن الثورة والجمهورية بحسب ما يقره رئيس الجمهورية.

## وصف الوسام
- المقاس 3 سم × 4.5سم.
- الشكل: ميدالية ذهبية مستطيلة ذو وجهين
- الوجه الأمامي: يبرز على الوجه الأمامي اطار خارجي بمقدار 1 مم وسمك 1 مم ويتوسط النوط من اليمين إلى اليسار خارطة اليمن باللون الأخضر بشكل بارز بمقدار بروز الإطار الخارجي يعلوها من اليمين عبارة 26 سبتمبر باللغتين العربية والإنجليزية ويتوسطها بشكل بارز الرقم 50 وتنطلق من وسطه إلى خارج اطار النوط شعلة الثورة وعلى جانبه من اليسار عبارة 14 أكتوبر باللغتين العربية والإنجليزية ويكون بروز الشعلة والأرقام الثلاثة بمقدار 2 مم عن أرضية النوط وتظهر على حافة النوط السفلى من الداخل بشكل بارز عبارة الجمهورية اليمنية باللغتين العربية والإنجليزية بمقدار 1.5 مم ويتدلى النوط من شريط قماشي بواسطة ثلاث حلقات دائرية ذهبية تتدرج من الحلقة الأكبر في نهاية الشريط إلى الحلقة الأصغر المرتبطة برأس الشعلة الخارجية من وسط النوط .